# Sean Payton
Patrick Sean Payton (29 de dezembro de 1963) é um ex-jogador e treinador profissional de futebol americano que atualmente comando o Denver Broncos da National Football League (NFL). Ele também treinou, de 2006 a 2021, o New Orleans Saints, com quem conquistou um Super Bowl (XLIV). Payton foi ainda quarterback na Naperville Central High School e na Eastern Illinois University; atuando profissionalmente entre 1987 e 1988. 
Ele começou sua carreira de treinador como assistente ofensivo na Universidade Estadual de San Diego e teve vários cargos de assistente técnico em times universitários e da NFL antes de ser nomeado o décimo treinador principal na história do Saints em 2006. Payton é conhecido por sua tendência ofensiva, tendo alcançado a marca de mais pontos (2.804) e mais jardas (40.158) do que qualquer outra equipe nos primeiros 100 jogos de um treinador na história da NFL. Payton tem a segunda maior quantidade de temporadas ininterruptas em uma franquia como treinador atual, atrás apenas de Bill Belichick treinador do New England Patriots desde de 2000.
Sob a liderança de Payton, o New Orleans Saints alcançou os playoffs da NFL da temporada de 2006 após um recorde de 3–13 no ano anterior, 2005. Neste ano, a equipe e avançou a sua primeira aparição no NFC Championship na história da franquia. Por causa desta performance, Payton venceu o prêmio de treinador do ano NFL, entregue pela Associated Press. Na temporada de 2009, o Saints venceu seu primeiro campeonato do Super Bowl na história da franquia. Desde que se juntou ao Saints como treinador principal, Payton guiou a equipe em três jogos finais de conferência da NFC (2006, 2009 e 2018), uma aparição no Super Bowl XLIV e nove classificações aos playoffs, além de sete títulos de divisão, tornando-o o mais bem-sucedido treinador na história da franquia do New Orleans Saints.
Em abril de 2012, Payton foi suspenso por toda a temporada da NFL de 2012 como resultado de seu suposto envolvimento no escândalo de um esquema para que jogadores de defesa do New Orleans Saints machucassem seus rivais, para receberem recompensas. Payton entrou com um recurso, mas foi negado, sua suspensão foi cumprida até ele ser reintegrado em janeiro de 2013.
Payton continuou como treinador dos Saints até 2021. Depois de dois anos afastado, em 2023 ele foi contratado pelo Denver Broncos e no ano seguinte ele levou o time para os playoffs pela primeira vez em quase uma década.